# Gouvernement Cánovas (3)
Restauration bourbonienne
Martínez Campos Sagasta III
Le troisième gouvernement Antonio Cánovas del Castillo  est le gouvernement du royaume d'Espagne en fonction du 9 décembre 1879 au 8 février 1881.
.

## Contexte
Le 23 mai 1880 est fondé le Parti libéral fusionniste, qui deviendra le « Parti libéral », (d'abord présidé par Práxedes Mateo Sagasta) du régime de la Restauration et alternera au pouvoir avec le Parti conservateur de Cánovas sans exception jusqu'à la dictature de Primo de Rivera, qui met fin au régime constitutionnel en septembre 1923. Sagasta prend le relai au gouvernement dès février 1881.
Víctor Balaguer attribue la chute du gouvernement de Cánovas del Castillo à un article publié par Teodor Llorente dans le journal valencien Las Provincias le 4 janvier 1881